# Cúp bóng đá Phần Lan 2010
Cúp bóng đá Phần Lan 2010 (tiếng Phần Lan: Suomen Cup) là mùa giải thứ 56 của giải đấu cúp bóng đá thường niên ở Phần Lan. Giải được tổ chức theo hình thức giải đấu loại trực tiếp.
Việc tham gia giải là tự nguyện. Đội vô địch giành quyền tham dự vòng loại thứ hai của UEFA Europa League.
Có tổng cộng 271 đội bóng đăng ký tham gia. Họ tham gia từ các vòng khác nhau, phụ thuộc vào vị thứ trong hệ thống giải. Các câu lạc bộ có đội bóng ở Kolmonen (hạng IV) hoặc giải thấp hơn, cũng như đội Cựu cầu thủ hoặc đội Trẻ, bắt đầu tham gia từ Vòng Một. Các đội từ Ykkönen (hạng II) và Kakkonen (hạng III) tham gia từ Vòng Ba. Các đội ở Veikkausliiga tham gia từ Vòng Bốn ngoại trừ Inter Turku, FC Honka, TPS và HJK Helsinki. Các đội bóng này tham gia từ vòng Năm vì đã giành quyền tham dự các giải đấu châu Âu sau mùa giải 2009.
Giải đấu khởi tranh từ ngày 30 tháng 1 năm 2010 với Vòng Một và kết thúc với trận Chung kết diễn ra vào ngày 25 tháng 9 năm 2010 trên Sân vận động Sonera, Helsinki.

## Vòng Một
Lễ bốc thăm vòng này diễn ra vào ngày 14 tháng 1 năm 2010. 220 đội được chia thành 110 cặp đấu. Không như năm ngoái, không cần trao quyền miễn đấu cho đội nào. Các trận đấu diễn ra từ 30 tháng Một đến 28 tháng 2 năm 2010.
| Thứ tự                                           | Đội nhà          | Tỉ số        | Đội khách          |
| ------------------------------------------------ | ---------------- | ------------ | ------------------ |
| 1                                                | AFC EMU          | 0–5          | SAPA               |
| 2                                                | Töölön Taisto    | 0–5          | MPS                |
| 3                                                | Kurvin Vauhti    | 5–1          | FC Pakila          |
| 4                                                | HDS              | 0–0 (s.h.p.) | FC Kontu           |
| FC Kontu thắng 5–4 trong loạt sút luân lưu       |                  |              |                    |
| 5                                                | FC BrBr          | 1–5          | Töölön Vesa        |
| 6                                                | HePu             | 6–1          | FC POHU/4          |
| 7                                                | Gnistan/4        | 0–1          | HJK Trẻ/Kannelmäki |
| 8                                                | AC StaSi         | 0–2          | PuiU               |
| 9                                                | FC Degis         | 1–2          | HerTo              |
| 10                                               | Gnistan/3        | 4–2          | AC StaSi/Europort  |
| 11                                               | HPS              | 4–0          | FC POHU            |
| 12                                               | PPJ              | 1–3          | MPS Atletico Malmi |
| 13                                               | HJK Trẻ          | 0–3          | PPV                |
| 14                                               | SUMU             | 1–5          | Ponnistus          |
| 15                                               | PPJ Haastajat    | 2–2 (s.h.p.) | LPS/Kuninkaat      |
| LPS/Kuninkaat thắng 5–4 trong loạt sút luân lưu  |                  |              |                    |
| 16                                               | FC POHU/3        | 3–1          | KPR                |
| 17                                               | MPS/Old Stars    | 1–2          | Gnistan Dự bị      |
| 18                                               | SAPA Dự bị       | 4–2          | FC POHU Dự bị      |
| 19                                               | FC HeIV          | 0–2          | PPV Dự bị          |
| 20                                               | Juhlahevoset     | 1–2          | HeKuLa             |
| 21                                               | HooGee/4         | 2–8          | Pöxyt              |
| 22                                               | BK-46 Dự bị      | 1–2          | SibboV             |
| 23                                               | Naseva           | 0–3          | FC Espoo Dự bị     |
| 24                                               | RiRa Dự bị       | 1–2          | KyIF/FCK           |
| 25                                               | KP-75/SaPo       | 0–7          | NuPS               |
| 26                                               | FC Västnyland    | 0–9          | JäPS               |
| 27                                               | RiRa             | 4–1          | LePa               |
| 28                                               | FC Kasiysi/Rocky | 2–2 (s.h.p.) | VJS                |
| VJS thắng 4–3 trong loạt sút luân lưu            |                  |              |                    |
| 29                                               | Nopsa            | 0–8          | EsPa               |
| 30                                               | HyPS             | 1–2          | KOPSE              |
| 31                                               | F.C. Pathoven    | 3–2          | OPedot             |
| 32                                               | FC Tuusula       | 0–0 (s.h.p.) | MasKi              |
| FC Tuusula thắng 8–7 trong loạt sút luân lưu     |                  |              |                    |
| 33                                               | F.C.B.           | 0–16         | SalReipas          |
| 34                                               | NuPS Dự bị       | 0–0 (s.h.p.) | Keravan Dynamo     |
| Keravan Dynamo thắng 5–3 trong loạt sút luân lưu |                  |              |                    |
| 35                                               | EIF Akademi      | 5–1          | Biisonit           |
| 36                                               | HooGee           | 1–9          | NJS                |
| 37                                               | Lahen Pojat      | 2–2 (s.h.p.) | RIlves             |
| RIlves thắng 2–1 trong loạt sút luân lưu         |                  |              |                    |
| 38                                               | JäPS Dự bị       | 0–5          | TiPS               |
| 39                                               | PoPo             | 7–2          | RiPa               |
| 40                                               | Liljendal IK     | 1–5          | FC Peltirumpu      |
| 41                                               | FC Villisiat     | 2–0          | KarPo              |
| 42                                               | HaPK             | 1–2          | Sudet              |
| 43                                               | LauTP/LaPe       | 2–0          | FC Kausala         |
| 44                                               | Jäntevä          | 2–3          | KTP                |
| 45                                               | FC PASA          | 1–1 (s.h.p.) | PeKa               |
| FC PASA thắng 6–5 trong loạt sút luân lưu        |                  |              |                    |
| 46                                               | STPS Dự bị       | 1–4          | Kultsu FC          |
| 47                                               | Sudet Dự bị      | 1–2          | KoRe               |
| 48                                               | PaPe             | 2–0          | FC Loviisa         |
| 49                                               | Jäntevä Dự bị    | 1–0          | HP-47              |
| 50                                               | SiPS Dự bị       | 0–1          | SiPS               |
| 51                                               | Yllätys          | 1–2          | KJK                |
| 52                                               | RautU            | 2–2 (s.h.p.) | ToU                |
| ToU thắng 7–6 trong loạt sút luân lưu            |                  |              |                    |
| 53                                               | JoPS             | 0–1          | SC Zulimanit       |
| 54                                               | LaPa-95          | 3–2          | AFC Keltik         |
| 55                                               | OHuima           | 0–9          | SC KuFu-98         |

| Thứ tự                                          | Đội nhà            | Tỉ số        | Đội khách        |
| ----------------------------------------------- | ------------------ | ------------ | ---------------- |
| 56                                              | MPR                | 2–0          | ToPS-90          |
| 57                                              | HPP                | 4–1          | FC Kurd          |
| 58                                              | Skädäm             | 1–5          | ViPa             |
| 59                                              | BET/Harjun Potku   | 0–3          | JIlves           |
| 60                                              | KeuPa              | 0–5          | JPS              |
| 61                                              | BET/3              | 3–1          | MultiAnts        |
| 62                                              | PaRi               | 0–3          | KaDy             |
| 63                                              | JNousu             | 1–6          | BET              |
| 64                                              | FCV/Reds           | 1–4          | Karstula K       |
| 65                                              | TC                 | 0–5          | KaaPS            |
| 66                                              | TuWe               | 0–2          | Masku            |
| 67                                              | PaiHa              | 1–5          | KaaRe            |
| 68                                              | VG-62              | 3–0          | R Ryhti          |
| 69                                              | AC Sauvo           | 0–15         | TuTo             |
| 70                                              | PiPS               | 1–6          | LiePa            |
| 71                                              | TPK/3              | 0–3          | FC RP            |
| 72                                              | Ponteva            | 0–6          | JyTy             |
| 73                                              | RaiTeePee          | 0–2          | PIF              |
| 74                                              | SC Hornets         | 0–7          | FC Boda          |
| 75                                              | HNS                | 0–6          | FC Rauma         |
| 76                                              | EuPa               | 2–2 (s.h.p.) | Nasta            |
| Nasta thắng 4–2 trong loạt sút luân lưu         |                    |              |                  |
| 77                                              | Koitto             | 2–3          | PiTU             |
| 78                                              | Luvia              | 0–5          | TOVE             |
| 79                                              | PiPo               | 0–1          | FJK              |
| 80                                              | AC Darra           | 3–1          | FC Trombi        |
| 81                                              | NePa               | 3–0          | P Visa           |
| 82                                              | FC Melody          | 3–5          | AC LeTo          |
| 83                                              | TPV Dự bị          | 3–4          | TP-T             |
| 84                                              | SLoiske            | 1–1 (s.h.p.) | PP-70            |
| PP-70 thắng 4–3 trong loạt sút luân lưu         |                    |              |                  |
| 85                                              | Ylöjärven Pallo    | 2–7          | I-Kissat         |
| 86                                              | Apassit            | 1–8          | LeKi             |
| 87                                              | VaKP               | 0–6          | TKT              |
| 88                                              | Kristallipalatsi   | 0–5          | Pato             |
| 89                                              | PP-70 Dự bị        | 0–5          | Härmä            |
| 90                                              | TPK                | 2–0          | NoPS             |
| 91                                              | LaPo-90            | 2–2 (s.h.p.) | TeTe             |
| TeTe thắng 8–7 trong loạt sút luân lưu          |                    |              |                  |
| 92                                              | FC Korsholm Yang B | 5–2          | KaIK/TePa        |
| 93                                              | KorsnäsFF/PeIK     | 10–1         | Jurva-70         |
| 94                                              | NuPa               | 3–0 (w/o)    | VäVi             |
| 95                                              | FC Korsholm/3      | 3–3 (s.h.p.) | Kungliga Wasa    |
| FC Korsholm/3 thắng 3–1 trong loạt sút luân lưu |                    |              |                  |
| 96                                              | KJ-V/KANU          | 0–3 (w/o)    | VPS Trẻ          |
| 97                                              | Black Islanders    | 2–3          | IK               |
| 98                                              | FC Kuffen          | 0–10         | Virkiä           |
| 99                                              | PeFF               | 0–3          | IFK Jakobstad    |
| 100                                             | FC Sääripotku      | 3–2          | FC YPA Dự bị     |
| 101                                             | Esse IK Dự bị      | 1–1 (s.h.p.) | KPV Dự bị        |
| KPV Dự bị thắng 3–1 trong loạt sút luân lưu     |                    |              |                  |
| 102                                             | IK Myran           | 3–0          | LoVe             |
| 103                                             | AC Kajaani         | 2–0          | HauPa            |
| 104                                             | JS Hercules        | 0–0 (s.h.p.) | FC Nets          |
| FC Nets thắng 4–3 trong loạt sút luân lưu       |                    |              |                  |
| 105                                             | Inter Välivainio   | 1–3          | FC Rio Grande    |
| 106                                             | FC OPA Dự bị       | 0–3 (w/o)    | Spartak Kajaani  |
| 107                                             | FC88               | 1–0          | FC Muurola       |
| 108                                             | Pattijoen Tempaus  | 0–9          | OLS              |
| 109                                             | FC Rai             | 3–1          | Ajax Sarkkiranta |
| 110                                             | OuRe               | 2–2 (s.h.p.) | OPS Trẻ          |
| OPS Trẻ thắng 5–4 trong loạt sút luân lưu       |                    |              |                  |

## Vòng Hai
Lễ bốc thăm vòng này diễn ra vào ngày 14 tháng 1 năm 2010. 110 đội thắng ở Vòng Hai sẽ được chia thành 55 cặp đấu. Các trận đấu diễn ra từ 3 đến 28 tháng 3 năm 2010.
| Thứ tự                                          | Đội nhà          | Tỉ số        | Đội khách          |
| ----------------------------------------------- | ---------------- | ------------ | ------------------ |
| 111                                             | Töölön Vesa      | 1–1 (s.h.p.) | FC Kontu           |
| FC Kontu thắng 4–3 trong loạt sút luân lưu      |                  |              |                    |
| 112                                             | PPV Dự bị        | 0–0 (s.h.p.) | MPS                |
| MPS thắng 5–3 trong loạt sút luân lưu           |                  |              |                    |
| 113                                             | Gnistan/3        | 2–0          | HerTo              |
| 114                                             | HJK-j/Kannelmäki | 0–0 (s.h.p.) | Gnistan Dự bị      |
| Gnistan Dự bị thắng 6–5 trong loạt sút luân lưu |                  |              |                    |
| 115                                             | PPV              | 8–2          | PuiU               |
| 116                                             | LPS/Kuninkaat    | 1–3          | SAPA               |
| 117                                             | HeKuLa           | 0–5          | HPS                |
| 118                                             | HePu             | 0–5          | MPS/Atletico Malmi |
| 119                                             | SAPA Dự bị       | 0–2          | Ponnistus          |
| 120                                             | Kurvin Vauhti    | 0–0 (s.h.p.) | FC POHU/3          |
| Kurvin Vauhti thắng 4–3 trong loạt sút luân lưu |                  |              |                    |
| 121                                             | FC Espoo Dự bị   | 0–3          | TiPS               |
| 122                                             | VJS              | 1–4          | EsPa               |
| 123                                             | EIF Akademi      | 0–5          | NJS                |
| 124                                             | KyIF/FCK         | 0–4          | NuPS               |
| 125                                             | RiRa             | 7–2          | RIlves             |
| 126                                             | F.C. Pathoven    | 0–6          | SalReipas          |
| 127                                             | FC Tuusula       | 0–6          | JäPS               |
| 128                                             | KOPSE            | 0–5          | Pöxyt              |
| 129                                             | Keravan Dynamo   | 2–0          | SibboV             |
| 130                                             | KTP              | 3–0          | KoRe               |
| 131                                             | FC PASA          | 0–0 (s.h.p.) | PaPe               |
| PaPe thắng 4–2 trong loạt sút luân lưu          |                  |              |                    |
| 132                                             | Jäntevä Dự bị    | 0–0 (s.h.p.) | FC Villisiat       |
| Jäntevä Dự bị thắng 4–3 trong loạt sút luân lưu |                  |              |                    |
| 133                                             | PoPo             | 5–0          | LauTP/LaPe         |
| 134                                             | FC Peltirumpu    | 0–4          | Sudet              |
| 135                                             | SC Zulimanit     | 1–2          | Kultsu FC          |
| 136                                             | LaPa-95          | 1–5          | SC KuFu-98         |

| Thứ tự                                      | Đội nhà        | Tỉ số        | Đội khách          |
| ------------------------------------------- | -------------- | ------------ | ------------------ |
| 137                                         | ToU            | 1–2          | SiPS               |
| 138                                         | MPR            | 3–1          | KJK                |
| 139                                         | Karstula K     | 1–4          | ViPa               |
| 140                                         | JPS            | 3–1          | JIlves             |
| 141                                         | KaDy           | 3–1          | BET/3              |
| 142                                         | HPP            | 1–6          | BET                |
| 143                                         | FC Boda        | 2–0          | JyTy               |
| 144                                         | FC RP          | 0–2          | KaaRe              |
| 145                                         | VG-62          | 3–1          | KaaPS              |
| 146                                         | PIF            | 1–4          | TuTo               |
| 147                                         | Masku          | 0–0 (s.h.p.) | LiePa              |
| LiePa thắng 2–1 trong loạt sút luân lưu     |                |              |                    |
| 148                                         | PiTU           | 0–0 (s.h.p.) | TOVE               |
| PiTU thắng 4–2 trong loạt sút luân lưu      |                |              |                    |
| 149                                         | FC Rauma       | 3–0          | Nasta              |
| 150                                         | Härmä          | 4–0          | AC LeTo            |
| 151                                         | LeKi           | 2–1          | FJK                |
| 152                                         | TPK            | 4–0          | Pato               |
| 153                                         | AC Darra       | 3–5          | PP-70              |
| 154                                         | TKT            | 0–1          | I-Kissat           |
| 155                                         | NePa           | 2–1          | TP-T               |
| 156                                         | Virkiä         | 1–0          | IK                 |
| 157                                         | TeTe           | 0–8          | VPS Trẻ            |
| 158                                         | FC Korsholm/3  | 1–3          | NuPa               |
| 159                                         | KorsnäsFF/PeIK | 2–0          | FC Korsholm Yang B |
| 160                                         | FC Sääripotku  | 2–1          | IK Myran           |
| 161                                         | KPV Dự bị      | 1–1 (s.h.p.) | IFK Jakobstad      |
| KPV Dự bị thắng 5–4 trong loạt sút luân lưu |                |              |                    |
| 162                                         | OLS            | 1–2          | OPS Trẻ            |
| 163                                         | FC Nets        | 6–1          | FC88               |
| 164                                         | FC Rio Grande  | 2–11         | Spartak Kajaani    |
| 165                                         | FC Rai         | 0–4          | AC Kajaani         |

## Vòng Ba
Lễ bốc thăm vòng này diễn ra vào ngày 19 tháng 3 năm 2010. Vòng này bao gồm 55 đội thắng ở vòng trước và 37 đội ở Ykkönen và Kakkonen mùa giải 2010. Các đội được chia thành 46 cặp đấu diễn ra từ 1 đến 15 tháng 4 năm 2010.
| Thứ tự | Đội nhà            | Tỉ số        | Đội khách      |
| ------ | ------------------ | ------------ | -------------- |
| 166    | LPS                | 4–2          | FC Futura      |
| 167    | GrIFK              | 3–1          | FC Espoo       |
| 168    | HPS                | 3–4 (s.h.p.) | FC Kuusankoski |
| 169    | JäPS               | 0–3          | PEPO           |
| 170    | PK Keski-Uusimaa   | 1–5          | PK-35          |
| 171    | Gnistan Dự bị      | 0–6          | EIF            |
| 172    | MPS                | 3–2          | SAPA           |
| 173    | PoPo               | 1–11         | Ponnistus      |
| 174    | Gnistan/3          | 0–2          | Sudet          |
| 175    | MPS/Atletico Malmi | 1–4          | PPV            |
| 176    | RiRa               | 1–3          | Gnistan        |
| 177    | Jäntevä Dự bị      | 2–5          | PaPe           |
| 178    | Kurvin Vauhti      | 0–6          | MP             |
| 179    | KTP                | 1–2          | City Stars     |
| 180    | Keravan Dynamo     | 0–2          | SalReipas      |
| 181    | NuPS               | 0–1          | FC Viikingit   |
| 182    | Pöxyt              | 3–2          | FC KooTeePee   |
| 183    | FC Kontu           | 0–4          | HIFK           |
| 184    | NJS                | 1–3          | AC Vantaa      |
| 185    | EsPa               | 3–0          | Atlantis FC    |
| 186    | TiPS               | 1–5          | LoPa           |
| 187    | SC Riverball       | 2–1          | PK-37          |
| 188    | BET                | 3–2          | FCV            |
| 189    | ViPa               | 4–0          | SiPS           |

| Thứ tự                                 | Đội nhà         | Tỉ số        | Đội khách      |
| -------------------------------------- | --------------- | ------------ | -------------- |
| 190                                    | MPR             | 2–11         | SC KuFu-98     |
| 191                                    | Kultsu FC       | 0–3          | JIPPO          |
| 192                                    | KaDy            | 0–3          | JPS            |
| 193                                    | VG-62           | 0–3          | FC Hämeenlinna |
| 194                                    | LiePa           | 0–1          | Ilves          |
| 195                                    | FC Rauma        | 0–1          | P-Iirot        |
| 196                                    | NePa            | 0–1          | FC Jazz Trẻ    |
| 197                                    | LeKi            | 2–2 (s.h.p.) | TPK            |
| LeKi thắng 6–5 trong loạt sút luân lưu |                 |              |                |
| 198                                    | PiTU            | 1–6          | TPV            |
| 199                                    | TuTo            | 3–4          | MuSa           |
| 200                                    | KaaRe           | 0–6          | I-Kissat       |
| 201                                    | FC Boda         | 6–3 (s.h.p.) | PP-70          |
| 202                                    | Härmä           | 0–3          | SoVo           |
| 203                                    | VPS Trẻ         | 0–3          | SJK            |
| 204                                    | FC Sääripotku   | 0–2          | FC YPA         |
| 205                                    | FC Nets         | 1–6          | PS Kemi Kings  |
| 206                                    | Spartak Kajaani | 1–0 (s.h.p.) | Virkiä         |
| 207                                    | FC Santa Claus  | 1–3 (s.h.p.) | RoPS           |
| 208                                    | GBK             | 3–0          | FC OPA         |
| 209                                    | OPS Trẻ         | 1–0          | AC Kajaani     |
| 210                                    | NuPa            | 0–6          | KPV            |
| 211                                    | KPV Dự bị       | 5–1          | KorsnäsFF/PeIK |

## Vòng Bốn
Lễ bốc thăm vòng này diễn ra vào ngày 8 tháng 4 năm 2010. Vòng này bao gồm 46 đội thắng ở vòng trước và 10 đội ở Veikkausliiga 2010 không tham gia các giải đấu châu Âu mùa giải 2010-11. Đó là trường hợp ngoại lệ của Inter Turku, FC Honka, TPS và HJK Helsinki, sẽ tham gia từ vòng kế tiếp. 28 trận đấu này diễn ra từ 20 đến 29 tháng 4 năm 2010.
| Thứ tự                               | Đội nhà      | Tỉ số        | Đội khách      |
| ------------------------------------ | ------------ | ------------ | -------------- |
| 212                                  | MPS          | 1–4          | MYPA           |
| 213                                  | LPS          | 3–1          | GrIFK          |
| 214                                  | EsPa         | 4–3          | PEPO           |
| 215                                  | SalReipas    | 4–1          | LoPa           |
| 216                                  | PPV          | 2–0          | FC Kuusankoski |
| 217                                  | PaPe         | 2–4          | Sudet          |
| 218                                  | Ponnistus    | 2–6 (s.h.p.) | Gnistan        |
| 219                                  | HIFK         | 3–4 (s.h.p.) | PK-35          |
| 220                                  | FC Viikingit | 2–2 (s.h.p.) | MP             |
| MP thắng 5–4 trong loạt sút luân lưu |              |              |                |
| 221                                  | Pöxyt        | 1–0          | AC Vantaa      |
| 222                                  | City Stars   | 2–3          | EIF            |
| 223                                  | ViPa         | 3–0          | BET            |
| 224                                  | SC Riverball | 0–3          | JIPPO          |
| 225                                  | JJK          | 1–2          | KuPS           |
| 226                                  | JPS          | 0–1          | SC KuFu-98     |

| Thứ tự                                    | Đội nhà         | Tỉ số        | Đội khách     |
| ----------------------------------------- | --------------- | ------------ | ------------- |
| 227                                       | Tampere United  | 1–2          | FC Lahti      |
| 228                                       | I-Kissat        | 0–3          | FC Jazz Trẻ   |
| 229                                       | LeKi            | 1–4          | TPV           |
| 230                                       | MuSa            | 0–6          | SoVo          |
| 231                                       | FC Hämeenlinna  | 1–2          | FC Haka       |
| 232                                       | P-Iirot         | 0–1          | IFK Mariehamn |
| 233                                       | FC Boda         | 0–8          | Ilves         |
| 234                                       | Spartak Kajaani | 0–6          | FF Jaro       |
| 235                                       | GBK             | 2–2 (s.h.p.) | PS Kemi Kings |
| GBK thắng 5–3 trong loạt sút luân lưu     |                 |              |               |
| 236                                       | KPV             | 2–1          | RoPS          |
| 237                                       | OPS Trẻ         | 1–1 (s.h.p.) | FC YPA        |
| OPS Trẻ thắng 6–5 trong loạt sút luân lưu |                 |              |               |
| 238                                       | KPV Dự bị       | 0–4          | SJK           |
| 239                                       | VPS             | 3–1          | AC Oulu       |

## Vòng Năm
Vòng này bao gồm 28 đội thắng ở vòng trước và 4 đội ở Veikkausliiga 2010 tham gia các giải đấu châu Âu mùa giải 2010-11 cycle: Inter Turku, FC Honka, TPS và HJK Helsinki. Các trận đấu diễn ra vào các ngày 11, 12, 13 và 18 tháng 5 năm 2010.
| Thứ tự | Đội nhà     | Tỉ số        | Đội khách     |
| ------ | ----------- | ------------ | ------------- |
| 240    | SJK         | 1–2 (s.h.p.) | FF Jaro       |
| 241    | PPV         | 1–3          | TPS           |
| 242    | JIPPO       | 0–1          | KuPS          |
| 243    | FC Lahti    | 1–2          | MYPA          |
| 244    | FC Jazz Trẻ | 1–2          | VPS           |
| 245    | SalReipas   | 2–0          | LPS           |
| 246    | SoVo        | 0–3          | IFK Mariehamn |
| 247    | KPV         | 2–1          | PK-35         |

| Thứ tự | Đội nhà | Tỉ số | Đội khách    |
| ------ | ------- | ----- | ------------ |
| 248    | Ilves   | 2–1   | ViPa         |
| 249    | Sudet   | 4–0   | OPS Trẻ      |
| 250    | EIF     | 0–1   | FC Haka      |
| 251    | TPV     | 0–1   | FC Honka     |
| 252    | GBK     | 0–3   | MP           |
| 253    | EsPa    | 0–4   | HJK Helsinki |
| 254    | Pöxyt   | 0–6   | Inter Turku  |
| 255    | Gnistan | 3–0   | SC KuFu-98   |

## Vòng Sáu
Vòng này bao gồm 16 đội thắng ở vòng trước. Các trận đấu diễn ra vào các ngày 26 và 27 tháng 5 năm 2010.
| Thứ tự | Đội nhà | Tỉ số        | Đội khách   |
| ------ | ------- | ------------ | ----------- |
| 256    | VPS     | 1–0          | MYPA        |
| 257    | MP      | 0–2          | KuPS        |
| 258    | KPV     | 0–1 (s.h.p.) | Inter Turku |
| 259    | TPS     | 3–0          | FF Jaro     |

| Thứ tự | Đội nhà      | Tỉ số | Đội khách     |
| ------ | ------------ | ----- | ------------- |
| 260    | HJK Helsinki | 3–0   | FC Honka      |
| 261    | Sudet        | 0–1   | FC Haka       |
| 262    | SalReipas    | 1–2   | Ilves         |
| 263    | Gnistan      | 0–3   | IFK Mariehamn |

## Tứ kết
Vòng này bao gồm 8 đội thắng ở vòng trước tham gia.
| TPS                      | v | Ilves     |
| ------------------------ | - | --------- |
| Wusu 33' · Johansson 71' |   | Pessi 58' |

| HJK Helsinki    | v | VPS |
| --------------- | - | --- |
| Parikka 54' 90' |   |     |

| FC Haka | v | KuPS     |
| ------- | - | -------- |
|         |   | Udah 23' |

| IFK Mariehamn               | v | Inter Turku |
| --------------------------- | - | ----------- |
| Paatelainen 47' · Gueye 84' |   | Egwim 10'   |

## Bán kết
Vòng này bao gồm 4 đội thắng ở Tứ kết.
| HJK Helsinki                       | v | IFK Mariehamn |
| ---------------------------------- | - | ------------- |
| Parikka 5' · Ojala 66' · Westö 77' |   |               |

| KuPS     | v | TPS                       |
| -------- | - | ------------------------- |
| Ollo 44' |   | Johansson 32' · Riski 75' |

## Chung kết
Hai đội thắng ở Bán kết tham gia trận đấu này.
| HJK Helsinki | v | TPS                                |
| ------------ | - | ---------------------------------- |
|              |   | Mika Ääritalo 34' Riku Riski 90+1' |